# Leitus
Leitus was in de Griekse mythologie een Boeotische held in de Trojaanse Oorlog. Hij was de zoon van Alectryon. Hij wordt genoemd in de Ilias van Homerus. Hij dood in de strijd Phylagus. Later echter wordt zijn hand door Hector afgehakt.
Ook wordt hij door Apollodorus genoemd als een van de vrijers van Helena van Troje.